# Trecut (gramatică)
În gramatică, termenul „trecut” denumește în sens general o valoare temporală de bază, prin care vorbitorul situează o acțiune, o întâmplare, o stare etc. înaintea momentului vorbirii. Trecutul este opus altor două valori temporale de bază, prezentul și viitorul. În sens restrâns, un timp trecut este, în unele limbi, o anumită formă a verbului, o anumită paradigmă care exprimă o nuanță a acestei valori temporale. În acest sens pot exista mai multe forme de trecut.
Această definiție se referă numai la folosirea trecutului ca timp numit „absolut”, adică numai în raport cu momentul vorbirii, de regulă în propoziții independente sau principale. Trecutul mai poate fi și un timp numit „relativ” sau „de relație”, adică folosit în raport cu alt verb, care este la alt timp de bază sau la altă formă de trecut, mai ales când ambele verbe sunt în aceeași frază.
În funcție de limba considerată, există mai multe sau mai puține forme de trecut. Acestea diferă după modul verbal, diateză, aspect, mod de acțiune, raportul temporal exprimat, registru de limbă și factori pragmatici. Tot în funcție de aceste noțiuni, formele de trecut pot fi simple sau compuse, cele dintâi alcătuite cu ajutorul unor afixe, cele din urmă cu verbe auxiliare sau semiauxiliare. Cele simple sunt caracteristice mai ales limbilor cu un grad relativ mare de sintetism, cele compuse – limbilor cu un grad relativ mare de analitism.
În unele limbi, precum româna, franceza sau engleza, aspectul și modul de acțiune nu au morfeme specifice, fiind exprimate mai ales prin sensul lexical al verbelor și prin anumite forme temporale, de pildă perfectul simplu exprimând și aspectul perfectiv, iar imperfectul și aspectul imperfectiv. În alte limbi, ca cele slave, aspectul și modul de acțiune sunt exprimate mai ales prin afixe specifice, și anumite forme temporale pot fi luate numai de verbe de un anumit aspect.
Valoarea temporală de trecut este uneori exprimată nu numai cu forme specifice, ci și cu forme de prezent (așa-numitul „prezent istoric”). În schimb, uneori, forme de trecut exprimă alt timp de bază.

## În limba română
În limba română sunt patru forme de trecut la modul indicativ și câte una la conjunctiv, condițional, prezumtiv și infinitiv.

### La modul indicativ
Imperfectul este o formă sintetică, având ca marcă sufixul -a- sau -ea-, în funcție de clasa de conjugare, plasat înaintea desinențelor personale. În principal exprimă acțiuni de aspect imperfectiv. Poate fi folosit în mod absolut, având caracter descriptiv sau narativ, și exprimând modul de acțiune durativ (Acolo locuiam în copilărie) sau iterativ (acțiune repetată): Se certau mereu. În calitate de timp relativ exprimă, ca raport temporal, mai ales o acțiune simultană cu a altui verb din aceeași frază: În timp ce mânca, a sunat telefonul. Mai apare și ca sinonim gramatical al condiționalului trecut: Dacă știam, veneam și eu.
Perfectul compus are formă analitică, fiind alcătuit din forma de indicativ prezent a verbului auxiliar a avea și cea de participiu a verbului cu sens lexical. Exprimă implicit aspectul perfectiv, deci acțiuni văzute ca având loc într-o perioadă delimitată, putând fi și momentane ca mod de acțiune. Este folosit în general cu valoare absolută: Am studiat prezentul și imperfectul. În registrul de limbă familiar apare și cu valoare de viitor apropiat (Acuma chiar am plecat) sau de viitor anterior: Până vine el, s-a zis cu tine. Poate fi folosit mai rar și ca timp relativ, în locul mai mult ca perfectului, exprimând anterioritatea: Înainte de a pleca, le-a explicat de ce a venit. 
Perfectul simplu este format sintetic, cu sufixele -a-, -i-, -î-, -u- sau -se-, în funcție de clasa de conjugare, -a- având la unele verbe varianta -ă-, la altele -e-, și cu desinențe specifice acestui timp. Are aceleași trăsături aspectuale și de mod de acțiune ca perfectul compus, dar este limitat în româna standard la limba unor opere literare. Este folosit ca timp narativ, la fel ca perfectul compus, dar este preferat în propozițiile incidente. Are numai folosire absolută: – Unde ai fost? întrebă el. – M-am plimbat în parc, răspunse ea.
Mai mult ca perfectul are tot formă sintetică, marca sa fiind sufixul -se- adăugat la sufixul de perfect simplu și urmat de desinențele acestuia, în afară de cea de persoana I singular. Este un timp relativ prin definiție, exprimând o acțiune trecută anterioară altei acțiuni trecute. Acțiunea la care se raportează poate fi exprimată în aceeași frază (Terminasem de scris când ai venit tu), sau în contextul anterior propoziției în care se folosește, aceasta putând fi și independentă: Spre seară terminasem de scris. Este destul de rar folosit, fiind înlocuit cu perfectul compus, ceea ce este regretat de unii lingviști.
La toate aceste timpuri există forme de diateza activă și de formă reflexivă (exemplele de mai sus), precum și de diateza pasivă. La aceasta, toate sunt alcătuite analitic, cu auxiliarul a fi la formele de mai sus (de diateza activă) și participiul variabil după gen și număr al verbului cu sens lexical, ex. Data alegerilor a fost hotărâtă (perfect compus).

### La alte moduri
La alte moduri decât indicativul, formele de trecut sunt analitice, toate cu auxiliarul a fi.
Condiționalul trecut are ca auxiliar condiționalul prezent al verbul a fi, iar verbul cu sens lexical este la participiul invariabil. Folosit ca timp relativ, exprimă în primul rând un fapt nerealizat în trecut, și faptul tot din trecut care era condiția realizării sale, dar nu s-a îndeplinit: Dacă aș fi asistat la ceartă, n-aș fi ținut partea nimănui. Alte valori ale sale sunt pragmatice. Ca timp relativ poate exprima atitudinea de îndoială cu privire la o acțiune trecută anterioară alteia: Am auzit că ar fi absolvit facultatea. Cu valoare absolută de prezent, condiționalul trecut al unor verbe are rolul pragmatic de a exprima politețea: Aș fi vrut să vă spun...
Conjunctivul trecut se constituie din verbul auxiliar a fi cu forma fi la toate persoanele + participiul invariabil al verbului cu sens lexical. Exprimă acțiuni trecute față de momentul vorbirii, mai ales ca timp relativ, pentru acțiuni anterioare: Nu-mi amintesc să fi spus așa. Este uneori sinonim cu condiționalul trecut, în raport cu un verb la această formă, cu folosire relativă, exprimând simultaneitate (Să fi asistat la ceartă, i-aș fi despărțit) sau chiar posterioritate: Până să fi venit un medic, l-aș fi îngrijit eu. Cu valoare absolută are de asemenea înțelesul condiționalului trecut, exprimând ca înțeles pragmatic un reproș sau un regret: Să fi cumpărat niște fructe măcar!
Prezumtivul trecut este, în registrul elevat, identic ca formă cu viitorul anterior, având auxiliarul a fi la indicativ viitor, la care se adaugă participiul invariabil al verbului cu sens lexical. În registrul curent are o formă specifică, cu varianta scurtă a verbului a vrea ca auxiliar al viitorului. Cu valoare absolută exprimă o acțiune trecută (O fi știut el ceva), iar ca timp relativ exprimă tot o acțiune trecută, de obicei anterioară (Nu-și amintea dacă o fi dormit sau nu), dar și simultană: L-a putut vedea când o fi trecut pe acolo.
Infinitivul trecut se formează cu infinitivul prezent al lui a fi și participiul invariabil al verbului cu sens lexical. Este folosit mai mult în registrul de limbă elevat, exprimând o acțiune trecută, de obicei anterioară celei exprimate de verbul regent: Faptul de a nu fi declarat adevărul l-a pus într-o lumină proastă. Cu prepoziția până sau cu locuțiunea prepozițională înainte de, poate exprima o acțiune trecută posterioară: Înainte de a fi venit el, mă simțeam bine.
Și la aceste moduri există forme de pasiv, ex. să fi fost iubit / iubită / iubiți / iubite (conjunctiv trecut).

## În limba franceză
În franceză există timpuri trecute la aceleași moduri ca în română (în afara prezumtivului, pe care nu îl are), și în plus la două forme nominale (moduri nepredicative) corespunzătoare gerunziului românesc. Majoritatea formelor analitice se formează cu două verbe auxiliare. Marea majoritate a verbelor active primesc auxiliarul avoir „a avea”, iar cele pasive și reflexive, precum și unele active intranzitive – auxiliarul être „a fi”, verbul cu sens lexical fiind la participiul numit „trecut”. În cazul auxiliarului être, participiul se acordă totdeauna cu subiectul. În unele cazuri se acordă și când auxiliarul este avoir, dar nu cu subiectul, ci cu complementul direct. Formele de pasiv se constituie în mod analog cu cele din română.
La fiecare mod există cel puțin o formă de trecut formată cu prezentul auxiliarului la modul respectiv și participiul trecut al verbului cu sens lexical.

### La indicativ
În franceză sunt nouă forme de trecut la acest mod.
Imperfectul se formează sintetic, cu desinențe specifice. Are aceleași valori ca în română. Ca o deosebire este de amintit folosirea aproape totdeauna obligatorie în loc de prezent pentru exprimarea unei acțiuni simultane cu o acțiune trecută, conform unei reguli a concordanței timpurilor relativ riguroasă în franceză: Ma mère me disait toujours que je devais faire des études pour être indépendant „Mama îmi spunea mereu că trebuie să fac studii ca să fiu independent”.
Imperfectul are și o folosire nespecifică, în locul condiționalului prezent în propoziții subordonate introduse prin conjuncția si „dacă” sau prin locuțiuni conjuncționale cu aceasta (même si „chiar dacă”, comme si „ca și cum, de parcă”): S’il neigeait, nous pourrions faire du ski „Dacă ar ninge, am putea schia”.
Perfectul compus este analog ca formă cu cel din română, în afară de folosirea auxiliarului être cu verbele folosite cu pronumele reflexive și cu unele verbe la diateza activă. Are aceleași folosiri absolute ca în română: À la fin du match, le journaliste est descendu sur le court de tennis, il a tendu le micro au jeune champion et il lui a posé beaucoup de questions „La sfârșitul meciului, ziaristul a coborât pe terenul de tenis, a întins microfonul tânărului campion și i-a pus multe întrebări”. Ca timp relativ poate exprima anterioritatea față de un verb la prezent, dar de regulă nu și față de unul la trecut: Quand on a perdu sa carte bancaire, il faut tout de suite le signaler à la banque „Când ți-ai pierdut cardul bancar, trebuie să anunți imediat banca”.
Perfectul simplu are ca marcă un sufix constând dintr-o vocală caracteristică pentru clasa de conjugare și desinențe specifice. Valorile sale sunt aceleași ca în română, dar este folosit și în cazuri când în aceasta se preferă perfectul compus: La porte s’ouvrit. Un groupe étrange et violent apparut sur le seuil „Ușa se deschise. În prag apăru un grup ciudat și violent” (Victor Hugo); Le peintre Matisse naquit en 1869 et mourut en 1954 „Pictorul Matisse s-a născut în 1869 și a murit în 1954”.
Perfectul anterior est compus cu perfectul simplu al auxiliarului. Exprimă o acțiune imediat anterioară uneia la perfectul simplu: Dès qu’il eut prononcé ces mots, un concert de protestations s’éleva dans la foule „Îndată ce pronunțắ aceste cuvinte, din mulțime se ridicắ un cor de proteste”.
Mai mult ca perfectul este analitic în franceză, auxiliarul fiind la imperfect. Are aceleași folosiri ca și corespondentul românesc: Les randonneurs avaient marché plusieurs heures et ils mouraient de soif „Excursioniștii merseseră timp de mai multe ore și nu mai puteau de sete”.
În plus, ca timp relativ, are valoarea condiționalului trecut din română în subordonatele de același tip în care se folosește imperfectul în locul condiționalului prezent: Si nous avions eu plus de temps, nous nous serions arrêtés pour visiter Dijon „Dacă am fi avut mai mult timp, ne-am fi oprit ca să vizităm Dijonul”. Mai este folosit și ca timp absolut, tot în locul condiționalului trecut și tot după si, cu valoarea pragmatică de a exprima reproșul sau regretul pentru un fapt din trecut: Ah ! si tu avais suivi mes conseils ! „Ah! Dacă mi-ai fi urmat sfaturile!”
Mai există și un perfect supracompus, cu verbul auxiliar la perfect compus. Exprimă anterioritatea imediată față de perfectul compus: Dès qu’il a eu prononcé ces mots, un concert de protestations s’est élevé dans la foule „Îndată ce a pronunțat aceste cuvinte, din mulțime s-a ridicat un cor de proteste”.
În afară de aceste forme, mai sunt și forme alcătuite cu verbe numite semiauxiliare, în care verbul cu sens lexical este la infinitiv prezent.
Trecutul recent se formează cu verbul venir „a veni” la prezent. Este folosit în raport cu momentul vorbirii: Il est 20 heures. Le magasin vient de fermer „Este ora 20. Magazinul tocmai s-a închis”. Cu venir la imperfect se raportează la perfectul compus: Le magasin venait de fermer ses portes quand je suis arrivé pour faire mes courses „Magazinul tocmai își închisese porțile când am sosit să fac cumpărături”.
Franceza are și forme de viitor în trecut, care exprimă acțiuni posterioare unui moment din trecut și terminate sau nu înainte de momentul vorbirii. Una nu este specifică, ci are forma condiționalului prezent: Nous étions le 15 décembre. Ce serait bientôt Noël „Eram în 15 decembrie. Urma să fie curând Crăciunul”; On a annoncé que les élections législatives auraient lieu le 15 mai „S-a anunțat că alegerile legislative urmau să aibă / vor avea loc în 15 mai”. Există și un viitor apropiat în trecut, cu semiauxiliarul aller „a merge” la imperfect, care exprimă o acțiune posterioară apropiată de o acțiune la un timp trecut: J’allais prendre ma douche quand le téléphone a sonné „Urma să fac duș când a sunat telefonul”, Il a dit qu’il allait m’aider „A spus că o să mă ajute”.
La toate aceste forme există și variante la diateza pasivă: La loi était / a été / fut / avait été / vient d’être votée par les députés „Legea era / a fost / fu / fusese / tocmai a fost votată de deputați”.

### La alte moduri
Condiționalul trecut are aceleași valori ca în română, în afară de faptul că nu poate fi folosit în propoziții introduse prin conjuncția si, ci numai în regenta acesteia: Si j’avais eu ton adresse, je t’aurais envoyé une carte postale de Grèce „Dacă aș fi avut adresa ta, ți-aș fi trimis o vedere din Grecia”. Are și folosire absolută, cu diverse valori pragmatice: comunicarea unui fapt din trecut cu rezerve privitoare la realitatea sa (L’incendie aurait été provoqué par une cigarette jetée dans une poubelle „Incendiul ar fi fost provocat de o țigară aruncată într-o pubelă”); exprimarea unui regret (J’aurais bien voulu aller à Londres ce week-end mais il n’y avait plus de places dans l’Eurostar „Aș fi vrut să merg la Londra în week-end, dar nu mai erau locuri în Eurostar”); exprimarea unui reproș (Il aurait mieux valu dire la vérité tout de suite „Ar fi fost mai bine să spui imediat adevărul”); atenuarea politicoasă a unei cereri: J’aurais voulu avoir quelques renseignements… „Aș dori niște informații…”.
Subjonctivul trecut, corespunzător conjunctivului trecut se folosește și cerut de alte verbe regente decât în română. Este un timp relativ, care exprimă anterioritatea față de verbul regent la prezent sau la trecut (Les Français regrettent/regrettaient que leur équipe ait perdu le match „Francezilor le pare/părea rău că echipa lor a pierdut meciul”), ori la viitor: Bien qu’elle ait déjà joué hier, notre équipe rejouera demain „Deși a jucat deja ieri, echipa noastră va juca și mâine”. Acțiunea exprimată la subjonctiv trecut poate fi și posterioară celei a verbului regent dacă este de terminat înaintea unui moment de după cel al vorbirii: Il faut que nous ayons quitté l'hôtel avant 11 heures „Trebuie să părăsim hotelul înainte de ora 11”. La subjonctiv mai este și un imperfect și un mai mult ca perfect, raportate la un timp trecut, dar pe cale de dispariție, fiind folosite numai în registrul elevat, și în acesta rar. Sunt înlocuite cu subjonctivul prezent, respectiv cu cel trecut, acesta din urmă ca în exemplul de mai sus, Les Français regrettaient que leur équipe ait perdu le match.
Cu valoare relativă nespecifică, se folosește pentru a exprima anterioritatea față de un verb la forma de condițional prezent care exprimă posterioritatea față de un timp trecut: Antoinette a dit (perfect compus) qu’elle se marierait (condițional prezent) quand elle aurait terminé ses études „Antoinette a spus că se va căsători când își va fi terminat studiile”.
Franceza are și imperativ trecut, care exprimă un ordin de executat înaintea unui moment din viitor: Ayez fini tout votre travail avant samedi ! „Terminați toată treaba înainte de sâmbătă!”.
Infinitivul trecut este folosit mai frecvent decât în română, în majoritatea cazurilor când se exprimă o acțiune subordonată efectuată de același subiect ca cel al verbului regent și anterioară acestuia, dar nu poate avea subiect propriu: Olivier est content d’avoir reçu des nouvelles de son amie „Olivier se bucură că a primit știri de la prietena lui”.
Participiul trecut are, în afară de valoare adjectivală, funcția verbală de a participa la formarea timpurilor compuse cu verbele auxiliare, după cum se vede mai sus.
Formele nominale ale verbului corespunzătoare gerunziului românesc au și ele forme de trecut.
Participiul perfect compus, format cu auxiliarele la participiu prezent, exprimă anterioritatea față de un verb regent cu același subiect (Les élèves ayant obtenu la mention très bien au baccalauréat entrent sans examen dans cette école „Elevii care au obținut mențiunea «foarte bine» la bacalaureat, intră fără examen la această școală”) sau cu subiect diferit: L’usine de la ville ayant fermé, plus de cent personnes sont maintenant au chômage „Pentru că uzina din oraș s-a închis, peste o sută de persoane sunt acum în șomaj”.
Gerundivul trecut, mai rar folosit, exprimă anterioritatea numai față de un verb regent cu același subiect: On est revenus par le même chemin et on est rentrés à sept heures en n’ayant rencontré absolument personne „Ne-am întors pe același drum și am ajuns acasă la ora șapte fără să ne fi întâlnit cu absolut nimeni”.
Exemple de forme pasive corespunzătoare unora de mai sus sunt La loi aurait été votée „Legea ar fi fost votată”, Il faut que la loi ait été votée „Trebuie ca legea să fi fost votată”.

## În limba engleză
În engleză sunt relativ multe forme de trecut, dintre care numai una este simplă.
Past simple literal „trecutul simplu” se alcătuiește la forma afirmativă a verbelor regulate cu sufixul -ed adăugat la radicalul verbului și nu are nicio desinență. Se folosește cu valoare absolută pentru exprimarea unei acțiuni încheiate în trecut, fără legătură cu prezentul, perioada sau momentul în care a avut loc fiind deseori precizat printr-un complement circumstanțial de timp. Poate corespunde cu trei forme de trecut din română: perfect compus (The shop opened last week. Then it closed again two days later „Magazinul s-a deschis săptămâna trecută. Apoi s-a închis din nou după două zile”); perfect simplu, în narațiuni literare (Once upon a time a Princess went into a wood and sat down by a stream „Odată, o prințesă se duse într-o pădure și se așeză pe malul unui pârâu”) sau imperfect, pentru o acțiune repetată (The children always played in the garden „Copiii se jucau totdeauna în grădină”) ori o stare: I was younger then „Eram mai tânăr(ă) pe atunci”.
Imperfectului pentru acțiuni repetate îi mai corespund în engleză și forme precum would, trecutul simplu al verbului will „a vrea” + prezentul simplu (The children would always play in the garden „Copiii se jucau totdeauna în grădină”) sau use „a avea obiceiul” la trecutul simplu + infinitivul cu particula to: We used to go to Austria „Mergeam în Austria”.
Forma de trecut simplu se folosește și la fel ca imperfectul francez pentru exprimarea unei condiții de care depinde realizarea unei acțiuni ipotetice în prezent (If you lived on the planet Mercury, you would have four birthdays in a single Earth year „Dacă ai trăi pe planeta Mercur, ai avea patru zile de naștere într-un singur an de pe Pământ”), precum și în vorbire indirectă, pentru exprimarea unei acțiuni simultane cu acțiunea la trecut a verbului regent: He said what time it was „A spus cât e ceasul”.
Present perfect lit. „prezentul perfect” se formează cu auxiliarul have „a avea” la indicativ prezent simplu și participiul trecut al verbului cu sens lexical. Exprimă cu valoare absolută tot acțiuni trecute, dar în contact cu prezentul, fiind însoțit deseori de anumite complemente. Corespunde perfectului compus: The shop has just opened „Magazinul s-a deschis de curând” (subînțeles „lucrează și în prezent”), I've ridden lots of times „Am călărit de multe ori” (subînțeles „și mai călăresc și în prezent”), I've always known about you and Diana „Am știut totdeauna despre tine și Diana”.
Past continuous lit. „trecutul continuu” este format cu auxiliarul be „a fi” la trecutul simplu și participiul activ al verbului cu sens lexical. Corespunde cu imperfectul, exprimând acțiuni durative, cu valoare atât absolută (The UFO was travelling east to west „OZN-ul mergea de la est spre vest”), cât și relativă: I was walking home when I saw the UFO „Mergeam acasă când am văzut OZN-ul”.
Present perfect continuous lit. „prezentul perfect continuu” se constituie din prezentul perfect al lui be și participiul activ. Exprimă cu valoare absolută o acțiune trecută în contact cu prezentul, care se desfășoară într-o anumită perioadă de timp, și despre care se știe că a început într-un anumit moment sau cât timp a durat, deseori precizate printr-un complement. Corespunde cu perfectul compus dacă în momentul vorbirii nu mai are loc: – You look hot. – Yes, I’ve been running „– Parcă ți-e cald. – Da, am alergat”. Dacă acțiunea are loc și în momentul vorbirii, corespunde cu prezentul, mai ales când se precizează perioada cu ajutorul prepoziției for „de” sau momentul de început cu prepoziția sau conjuncția since „din, de când”: I’ve been waiting for three years „De trei ani aștept”, We’ve been living here since April „Trăim aici din aprilie”.
Past perfect lit. „trecutul perfect” se formează cu trecutul simplu al lui have și participiul trecut. Corespunde cu mai mult ca perfectul, fiind folosit mai ales cu valoare relativă pentru o acțiune anterioară în raport cu un moment din trecut exprimat printr-un complement (She had met Max six months before „Îl întâlnise pe Max cu șase luni în urmă”) sau printr-un verb care exprimă altă acțiune trecută: I knew I had forgotten something „Știam că uitasem ceva”.
Această formă se folosește și ca mai mult ca perfectul francez în propoziție condițională introdusă prin conjuncția if „dacă”: If the company had failed, we would have lost our money „Dacă firma ar fi dat faliment, ne-am fi pierdut banii”.
Past perfect continuous lit. „trecutul perfect continuu”, format cu perfectul trecut al lui be și participiul activ, corespunde de asemenea cu mai mult ca perfectul, dar exprimă o acțiune durativă într-o perioadă de timp anterioară unui moment din trecut: Everything had been going so well up to then „Totul mersese așa de bine până atunci”, The volunteers brought in their collecting boxes at lunch time yesterday. They had been collecting money all morning „Voluntarii au adus cutiile pentru adunat banii ieri la ora prânzului. Adunaseră bani înainte de masă”.
Engleza are de asemenea forme de viitor în trecut. Două corespund cu cel din franceză exprimat prin forma condiționalului prezent. Una se formează cu auxiliarul would + prezentul simplu, cealaltă cu trecutul simplu al lui be + infinitivul cu to: George Washington was the first President of a nation that would become / was to become the richest and most powerful on earth „George Washington a fost primul președinte al unei națiuni care avea să devină cea mai bogată și mai puternică de pe Pământ”.
Viitorului apropiat în trecut din franceză îi corespund alte perifraze:
- cu trecutul continuu al verbului go „a merge” + infinitivul cu to: Mr Dudley was going to retire, but then he found another job „D. Dudley urma să iasă la pensie, dar a găsit alt loc de muncă”;
- cu trecutul simplu al lui be + about + infinitivul cu to: We had to hurry. The coach was about to leave „Trebuia să ne grăbim. Autocarul era pe punctul de a pleca”.

Condiționalului trecut în propoziție independentă sau principală îi corespunde o formă cu auxiliarul would + prezentul perfect: If the company had failed, we would have lost our money „Dacă firma ar fi dat faliment, ne-am fi pierdut banii”.
Și în această limbă, diateza pasivă se formează în principal cu auxiliarul be la diverse forme temporale de mai sus și participiul trecut al verbului cu sens lexical: The drugs were found by the police. Cocaine has been seized by the FBI. The drugs had been loaded onto the ship in Ecuador „Drogurile au fost găsite de poliție. Cocaina a fost confiscată de FBI. Drogurile fuseseră încărcate într-un vapor în Ecuador”.

## În BCMS
În limbile din diasistemul slav de centru-sud (bosniacă, croată, muntenegreană, sârbă, prescurtat BCMS), aspectele perfectiv și imperfectiv sunt exprimate sistematic mai ales prin afixe specifice. Sunt relativ puține forme de trecut, dintre care unele, precum imperfectul, mai mult ca perfectul și condiționalul trecut au devenit arhaice.
La indicativ se folosește în mod curent o formă numită „perfect”, compusă cu verbul auxiliar biti „a fi” la indicativ prezent și forma numită „participiu activ”. Acesta se acordă în gen și număr cu subiectul. Forma corespunde cu perfectul compus dacă verbul este perfectiv, și cu imperfectul dacă verbul este imperfectiv: cnr  Kad smo ušli u dvoranu, svi su śeđeli mirno i čekali početak predstave „Când am intrat în sală, toți ședeau calm și așteptau să înceapă spectacolul”. Corespunde și cu mai mult ca perfectul: sr  Rekla mi je da je imala mnogo novca „(Ea) mi-a spus că avusese mulți bani”. Uneori se folosește cu auxiliarul omis la persoana a treia, pentru a exprima actualitatea unui eveniment trecut: Jesi li čuo? Pukla cev na trećem spratu „Ai auzit? a plesnit o țeavă la etajul trei”.
Această formă are și altă folosire decât de trecut, anume de imperativ, pentru exprimarea unui ordin sau a unei interdicții mai categorice decât cu imperativul prorpriu-zis. Este totdeauna folosită cu conjuncția da „să”: sr  Smesta da si došao! (subiect masculin) „Imediat să vii aici!”, Da se nisi makao! „Nu cumva să te miști!”.
Aoristul se formează de la tema infinitivului cu desinențe specifice. Se alcătuiește aproape exclusiv de la verbe perfective. Corespunde exact perfectului simplu: – Dobar dan – reče nepoznati, skide šešir et predstavi se „– Bună ziua – zise necunoscutul, își scoase pălăria și se prezentă”.
Există condițional trecut, dar este arhaic. Singura formă de condițional folosită, alcătuită cu auxiliarul biti la aorist și participiul activ, are atât valoare de prezent, cât și de trecut, în funcție de context: sr  Ko bi pomislio da će nas tako prevariti! „Cine ar fi crezut că ne va/vor înșela în felul ăsta?!”.
Această formă este folosită și cu alte valori decât cea de condițional. Una dintre ele este exprimarea unei acțiuni repetate în trecut: bs  Otac bi me petkom vodio u džamiju „Vinerea, tata mă ducea la moschee”. Alta, ca timp relativ, servește ca predicat al unor propoziții circumstanțiale de scop: sr  Da bi situacija bila jasnija, poslužićemo se crtežom „Pentru ca situația să fie mai clară, ne vom servi de un desen”.
Participiul pasiv, marcat de sufixul -n sau -t, în funcție de clasa de conjugare, se acordă în gen și număr. Se construiește cu biti la indicativ prezent pentru a forma diateza pasivă, atât cu valoare de prezent, cât și cu valoare de trecut. Aceasta din urmă se distinge numai prin folosirea cu verbe de acțiune și prin context: sr  Škola je otvorena 1932. godine „Școala a fost deschisă în anul 1932”.
Gerunziul trecut este format numai de la tema participiului activ al verbelor perfective, cu sufixul -vši. Corespunde ca valoare gerunziului trecut francez: sr  Zauzeli su prvo mesto na tabeli pobedivši sve protivnike „Au ocupat locul întâi pe tabelă învingându-i / după ce i-au învins pe toți adversarii”.

## În limba maghiară
În maghiara actuală standard există forme de trecut la trei moduri.
Se vorbește despre indicativ trecut, pentru că există o singură formă de trecut la acest mod, marcată de sufixul -t, cu varianta -tt-, la care se adaugă desinențe personale care se aseamănă, cu mici diferențe, la toate modurile personale. Valorile exprimate de formele de trecut din alte limbi reies mai mult din context. Aspectele și modurile de acțiune sunt exprimate, deși nesistematic, de unele prefixe și sufixe. De exemplu, propoziția Esténként nézte a televiziót se traduce cu imperfectul, verbul neavând prefix (Serile se uita la televizor), dar în Ma este megnézte a híradót, verbul este perfectiv datorită prefixului meg-, prin urmare corespunde cu perfectul compus: „Astă seară s-a uitat la jurnal”.
Condiționalul trecut este analitic. Se folosește forma de indicativ trecut a verbului cu sens lexical, urmată ca auxiliar invariabil de forma de condițional prezent, persoana a III-a singular a verbului van „a fi”: Ha gazdag lettem volna, házat vettem volna „Dacă aș fi fost bogat(ă), aș fi cumpărat o casă”. Aceeași formă se folosește ca timp relativ și cu valoarea conjunctivului trecut din română, în unele propoziții subordonate: Távozott anélkül, hogy elköszönt volna „A plecat fără să-și fi luat rămas bun”.
Participiul trecut are aceeași formă ca tema indicativului trecut, și este invariabil. Nu are folosire verbală, ci numai adjectivală: a múlt században épített templom „biserica construită în secolul trecut”.
Pasivul este relativ rar în maghiară. Există o formă sintetică, cu sufixul -at-/ -et-/ -tat-/ -tet- (Megadatott neki, hogy még egyszer lássa a tengert „I-a fost dat să mai vadă încă o dată marea”) și una analitică, cu verbul auxiliar lesz „a deveni” la indicativ trecut + gerunziul verbului cu sens lexical, care are în acest caz valoarea participiului din română: A munka nem lett befejezve „Munca nu a fost terminată”.

## Prezentul pentru trecut
Forma de prezent poate exprima și acțiuni trecute față de momentul vorbirii, în registrul de limbă curent sau în cel elevat, de pildă în unele opere literare sau în lucrări de istorie. În exemplele de mai jos este folosită în mod absolut (prezent istoric):
- ro  Ștefan cel Mare devine domn în 1457 și moare în 1504[44];
- fr  Soudain tous les regards se tournent vers la porte [...] „Deodată, toate privirile se îndreaptă către ușă [...]” (Michel Butor)[45];
- en  Last week I’m walking down this street... „Săptămâna trecută merg pe strada asta în jos...”[46];
- cnr  Jutros uđem u pogrešan autobus i zakasnim u školu „Ieri mă urc într-un autobuz greșit și întârzii la școală”[47].

În BCMS și în maghiară se folosește prezentul cu valoare relativă de trecut pentru predicatul unor propoziții subordonate care exprimă o acțiune simultană cu a verbului regent la trecut:
- sr  Pitao sam ga šta traži u mojoj sobi „L-am întrebat ce caută în camera mea”[48];
- hu  Azt hittem, hogy alszik „Credeam că doarme”[49].

În română este frecventă o asemenea valoare, dar și imperfectul este folosit în această situație: N-am observat că vine / venea după mine.